# Sagrada Familia con ángeles
Sagrada Familia con ángeles es una pintura al óleo sobre lienzo realizado en 1645 por el pintor Rembrandt. Se conserva en el Museo del Hermitage de San Petersburgo. La obra está firmada y fechada "Rembrandt F. 1645."

## Descripción de la obra
La pintura se centra en el taller de carpintería de José: la escena está poco iluminada, con José en pleno trabajo. En primer plano, iluminado por una luz que parece venir de abajo, María y Jesús en el pesebre. María tiene en su regazo un libro abierto, probablemente la Biblia, que parece haber dejado de leer para ver al niño dormido, como si un pasaje en particular hubiese recordado su destino.
En la obra hay otras dos referencias simbólicas al Salvador: José está trabajando en un yugo, un elemento atípico en la iconografía del personaje bíblico, probablemente, indicando su sumisión al plan salvífico de Dios. En el evangelio de Mateo se menciona dicho útil agrícola cuando Jesús invita a que lo escuchen diciendo “toma mi yugo sobre ti, y aprende de mi experiencia…” que se relaciona con la familiaridad que tenía Rembrandt con la Biblia. En la parte superior izquierda, los ángeles descienden hacia la madre y el hijo: uno de ellos tiene los brazos abiertos en actitud protectora. 
La obra no es algo típico de Rembrandt, si se relaciona con los trabajos bíblicos que realizó con anterioridad, además de que no existe ningún texto que mencione este momento doméstico de la vida de la Sagrada Familia.
Se podría calificar a la obra como una pintura de género, una escena muy íntima; sin embargo, debido a los querubines que aparecen en la parte superior izquierda no se puede considerar como pintura de género.
Rembrandt pintó por lo menos otras dos pinturas en torno al tema de la Sagrada Familia, conservadas en Kassel y el Louvre, así como multitud de dibujos y grabados.